# Норт-Кі-Ларго (Флорида)
Норт-Кі-Ларго (англ. North Key Largo) — переписна місцевість (CDP) в США, в окрузі Монро штату Флорида. Населення — 1431 особа (2020).

## Географія
Норт-Кі-Ларго розташований за координатами 25°15′20″ пн. ш. 80°19′30″ зх. д. / 25.25556° пн. ш. 80.32500° зх. д. (25.255662, -80.324868).  За даними Бюро перепису населення США в 2010 році переписна місцевість мала площу 50,74 км², з яких 48,17 км² — суходіл та 2,57 км² — водойми.

## Демографія
Згідно з переписом 2010 року, у переписній місцевості мешкали 1244 особи в 557 домогосподарствах у складі 379 родин. Густота населення становила 25 осіб/км².  Було 1657 помешкань (33/км²).
Расовий склад населення:
| - 95,9 % — білих - 2,1 % — чорних або афроамериканців - 1,2 % — азіатів - 0,1 % — вихідців з тихоокеанських островів |

До двох чи більше рас належало 0,2 %. Частка іспаномовних становила 5,5 % від усіх жителів.
За віковим діапазоном населення розподілялося таким чином: 4,8 % — особи молодші 18 років, 45,0 % — особи у віці 18—64 років, 50,2 % — особи у віці 65 років та старші. Медіана віку мешканця становила 65,1 року. На 100 осіб жіночої статі у переписній місцевості припадало 89,9 чоловіків;  на 100 жінок у віці від 18 років та старших — 91,6 чоловіків також старших 18 років.
Середній дохід на одне домашнє господарство  становив 273 498 доларів США (медіана — 132 750), а середній дохід на одну сім'ю — 293 018 доларів (медіана — 140 500). За межею бідності перебувало 21,0 % осіб, у тому числі 0,0 % дітей у віці до 18 років та 7,8 % осіб у віці 65 років та старших.
Цивільне працевлаштоване населення становило 356 осіб. Основні галузі зайнятості: мистецтво, розваги та відпочинок — 25,0 %, фінанси, страхування та нерухомість — 21,3 %, науковці, спеціалісти, менеджери — 20,8 %.